# Bell OH-58 Kiowa
OH-58 Kiowa je americký lehký vojenský víceúčelový vrtulník používaný zejména pro ozbrojený průzkum. Jedná se o vojenskou verzi vrtulníku Bell 206 Jet Ranger. První prototyp OH-58 vzlétl 8. prosince 1962. Stroje se začaly vyrábět roku 1966, v roce následujícím byly zařazeny do výzbroje americké armády.

## Verze vrtulníku
- YOH-4 – prototyp
- OH-58A – základní verze
- OH-58B – verze z roku 1976 určená pro Rakousko
- OH-58C – modernizovaná verze z roku 1978
- OH-58D Kiowa Warrior – verze pro ozbrojený průzkum zalétaná 6. října 1983

## Specifikace (OH-58D(I) Kiowa Warrior)

Třípohledový nákres OH-58D

Údaje dle

### Technické údaje
- Osádka: 2
- Průměr nosného rotoru: 10,67 m
- Celková délka: 12,58 m
- Délka trupu: 10,44 m
- Výška: 3,93 m
- Plocha disku nosného rotoru: 85,38 m²
- Hmotnost prázdného stroje: 1 492 kg
- Maximální vzletová hmotnost: 2 495 kg
- Pohonná jednotka: 1 × turbohřídelový motor Allison T703-AD-700
- Výkon pohonné jednotky: 410 kW

### Výkony
- Max. rychlost v 1220 m: 247 km/h
- Počáteční stoupavost: 469 m/min
- Statický dostup: 3048 m
- Dolet: 413 km

### Výzbroj
- - kulomet Minigun ráže 7,62 mm v pouzdru,
  - kanón ráže 20 mm v pouzdru,
  - protitankové řízené střely AGM-114 Hellfire,
  - protiletadlové řízené střely FIM-92 Stinger,
  - neřízené rakety Hydra 70[4]